# Wechselia
Wechselia là một chi nhện trong họ Thomisidae.